# Брусницын, Павел Львович
Павел Львович Брусницын (1816—1871) — русский медальер, академик Императорской Академии художеств.

## Биография
Родился в семье первооткрывателя россыпного золота в России, Льва Ивановича Брусницына.
Воспитывался в Горной технической школе при Петербургском технологическом институте, обучаясь в то же время медальерному искусству у медальера Санкт-Петербургского монетного двора А. И. Губе.
В 1836 году за успехи в медальировании был выпущен из школы со званием унтер-шихтмейстера 2-го класса и перешел в ведение монетного двора для дальнейшего изучения медальерного искусства. В том же году Брусницын получил разрешение, наравне с казенными воспитанниками, посещать рисовальные классы Императорской Академии художеств, где он работал под руководством профессора П. П. Уткина.
В 1839 году был произведен кондуктором 1-го класса и преподавал медальерное искусство в Горной технической школе до 1854 года. Также он был учителем штемпельного искусства при Екатеринбургском монетном дворе.
В 1847 году получил звание учителя медальерного искусства и рисования с медалей в Горной технической школе и в этой должности состоял до закрытия медальерного отделения школы в 1854 году. В это время он выполнил поручение по завершению изготовления медали Русского географического общества.
В 1852 году Брусницын был определён на Санкт-Петербургский монетный двор младшим медальером, а в 1855 году назначен исправляющим должность старшего медальера.
В апреле 1859 года получил звание академика; 15 мая 1859 года был утверждён старшим медальером, а 1 марта 1861 года назначен главным медальером Санкт-Петербургского монетного двора.
В 1869 году в связи со смертью профессора И. Реймерса, в академии художеств открылась вакансия преподавателя медальерного искусства и Брусницын, по избранию академическим советом, занял эту должность со званием адъюнкт-профессора.
Умер 15 февраля 1871 года от чахотки.

### Семья
- Сын — Фёдор (1849—1901), горный инженер и промышленник.
- Дочь —  Евгения (ок. 1852 — ?), замужем за  губернским секретарём Алексеем Петровичем Карпинским[3] (18 июля 1845 — 1920)[4], у них сыновья — Вячеслав, Павел и Александр.
- Дочь — Александра  (1855 — 15 июля 1918), замужем за Александром Петровичем Карпинским
- Сын — Лев (31 мая 1859—?)[4]
- Сын — Николай (10 мая 1864—?)[4]

## Награды и звания
За свои работы Брусницын неоднократно получал высочайшие награды:
- в 1837 году за вырезку штемпеля, изображающего Спасителя, получил 200 руб.;
- в 1840 году за вырезку штемпеля, изображающего Святое Семейство получил 150 руб.;
- в 1842 году за вырезку штемпеля с изображением Петра Великого получил 150 руб.;
- в 1856 году за поднесенные медальные портреты Их Величеств получил 300 руб.;
- в 1862 году за труды по сооружению памятника 1000-летия России выдано единовременное пособие.
- В 1866 году за труды по открытию подделывателей таможенных пломб и по задержанию неправильно заклейменных товаров, пожалован орденом Св. Станислава 2 степени.